# Stefan Springschitz
Stefan Springschitz (* 3. August 1895 in Siegendorf; † 9. August 1987 ebenda) war ein österreichischer Baupolier und Politiker (SPÖ). Er war Abgeordneter zum Burgenländischen Landtag und Abgeordneter zum Nationalrat.

## Leben
Stefan Springschitz wurde als Sohn des Maurermeisters Johann Springschitz aus Siegendorf geboren. Er wuchs in einer burgenland-kroatischen Familie auf und besuchte die Volksschule in Siegendorf. Springschitz erlernte den Beruf des Maurers und übersiedelte nach Wien, wo er als Baupolier tätig war. Springschitz kämpfte zwischen 1914 und 1918 im Ersten Weltkrieg und geriet in russische Gefangenschaft.
Springschitz war verheiratet.

## Politik
Springschitz trat in Wien der Bauarbeitergewerkschaft und der Sozialdemokratischen Arbeiterpartei bei und war nach seiner Rückkehr aus dem Ersten Weltkrieg von 1918 bis 1919 Gemeinderat in Siegendorf. Zwischen 1919 und 1921 befand er sich in der Emigration in Pottendorf, bevor er ins Burgenland zurückkehrte. Er war zwischen 1921 und 1934 Mitglied des Landesparteivorstandes der Sozialdemokratischen Arbeiterpartei sowie von 1928 bis 1932 Mitglied der Burgenländischen Landesgewerkschaftskommission. 1923 wurde er zum Vizebürgermeister gewählt, zwischen 1927 und 1934 hatte er das Amt des Bürgermeisters von Siegendorf inne. Springschitz war zudem ab 1930 Bauarbeitersekretär in Siegendorf und vertrat die SDAP 25. Juni 1930 bis zum 12. Februar 1934 im Burgenländischen Landtag. Nach der Niederschlagung der Februarkämpfe verlor Springschitz seine politischen Funktionen und wurde zwischen 1934 und 1938 jeweils mehrwöchige in politische Haft genommen. Springschitz kämpfte zwischen 1943 und 1945 im Zweiten Weltkrieg in der deutschen Wehrmacht und geriet in sowjetische Kriegsgefangenschaft.
Nach dem Ende des Zweiten Weltkriegs war Springschitz von 1945 bis 1958 erneut Bürgermeister von Siegendorf und zwischen 1949 und 1959 Vizepräsident der Arbeiterkammer. Er vertrat die SPÖ vom 15. Februar 1946 bis zum 8. November 1949 im Nationalrat. 